# Lijst van Nederlandse deelnemers aan de Olympische Zomerspelen van 1932
Dit is een lijst van Nederlandse deelnemers aan de Zomerspelen van 1932 in Los Angeles.
| Olympiër                   | Sport            | Onderdeel                                                                    | Ervaring  |
| -------------------------- | ---------------- | ---------------------------------------------------------------------------- | --------- |
| Cor Aalten                 | atletiek         | 100 meter 4 x 100 meter                                                      | debutant  |
| Chris Berger               | atletiek         | 100 meter 200 meter                                                          | debutant  |
| Jo de Boer                 | schermen         | floret individueel                                                           | 3e Spelen |
| Marie Braun                | zwemmen          | 400 meter vrije slag 100 meter rugslag                                       | 2e Spelen |
| Jo Dalmolen                | atletiek         | 4 x 100 meter                                                                | debutant  |
| Jacques van Egmond         | wielrennen       | 1 km sprint 1 km tijdrit tandem                                              | debutant  |
| Lien Gisolf                | atletiek         | hoogspringen                                                                 | 2e Spelen |
| Duris de Jong              | schermen         | floret individueel degen individueel sabel individueel                       | 2e Spelen |
| Corrie Laddé               | zwemmen          | 100 meter vrije slag 4 x 100 meter vrije slag                                | debutant  |
| Bernard Leene              | wielrennen       | tandem                                                                       | 2e Spelen |
| Aernout van Lennep         | paardensport     | samengestelde ruiterwedstrijd individueel samengestelde ruiterwedstrijd team | debutant  |
| Bob Maas                   | zeilen           | monotype Star klasse                                                         | debutant  |
| Jan Maas                   | zeilen           | Star klasse                                                                  | debutant  |
| Bep du Mée                 | atletiek         | 100 meter 4 x 100 meter                                                      | debutant  |
| Willy den Ouden            | zwemmen          | 100 meter vrije slag 4 x 100 meter vrije slag                                | debutant  |
| Puck Oversloot             | zwemmen          | 400 meter vrije slag 100 meter rugslag 4 x 100 meter vrije slag              | debutant  |
| Charles Pahud de Mortanges | paardensport     | samengestelde ruiterwedstrijd individueel samengestelde ruiterwedstrijd team | 3e Spelen |
| Wim Peters                 | atletiek         | hink-stap-springen                                                           | 3e Spelen |
| Willem Johannes van Rhijn  | moderne vijfkamp | heren                                                                        | 2e Spelen |
| Pieter Roelofsen           | roeien           | twee zonder stuurman                                                         | debutant  |
| Godfried Röell             | roeien           | twee zonder stuurman                                                         | debutant  |
| Karel Johan Schummelketel  | paardensport     | samengestelde ruiterwedstrijd individueel samengestelde ruiterwedstrijd team | debutant  |
| Tollien Schuurman          | atletiek         | 100 meter 4 x 100 meter                                                      | debutant  |
| Rie Vierdag                | zwemmen          | 100 meter vrije slag 4 x 100 meter vrije slag                                | 3e Spelen |